# ديان ريفيس
ديان ريفيس (بالإنجليزية: Dianne Reeves)‏ هي عازفة الجاز ومغنية أمريكية، ولدت في 23 أكتوبر 1956 في ديترويت في الولايات المتحدة.

## وصلات خارجية
- الموقع الرسمي
- ديان ريفيس على موقع IMDb (الإنجليزية)
- ديان ريفيس على موقع ميوزك برينز (الإنجليزية)
- ديان ريفيس على موقع أول ميوزيك (الإنجليزية)
- ديان ريفيس على موقع ديسكوغز (الإنجليزية)
- ديان ريفيس على موقع قاعدة بيانات الفيلم (الإنجليزية)